# Градски музеј Косовска Митровица
Градски музеј Косовска Митровица је музејска институција културе која се налази у Косовској Митровици. Од 1954. је отворена за јавност. Организује изложбе у сопственом галеријском простору.

## Повећање фондова
Градски музеј у Косовској Митровици започео је у марту прошле године велику акцију прикупљања културних, уметничких и историјских предмета са Косова и Метохије, од праисторије до краја двадесетог века.
“Музеј обавештава све добронамерне грађане Косова и Метохије који поседују културно-историјске предмете или уметничка дела да се јаве Градском музеју, ради сагледавања и упознавања са предметима и са власницима дела, па да тако помогну једином српском музеју на овим просторима. Тако ће обогатити садржину музеја, а тиме и садржину наше историје на овим просторима која ће бити од највеће користи за грађане овог подручја, пружајући им могућност да на једном месту виде и осете вишемиленијумски културни ток стваралаштва и оставштине КиМ”